# Anton Burglechner

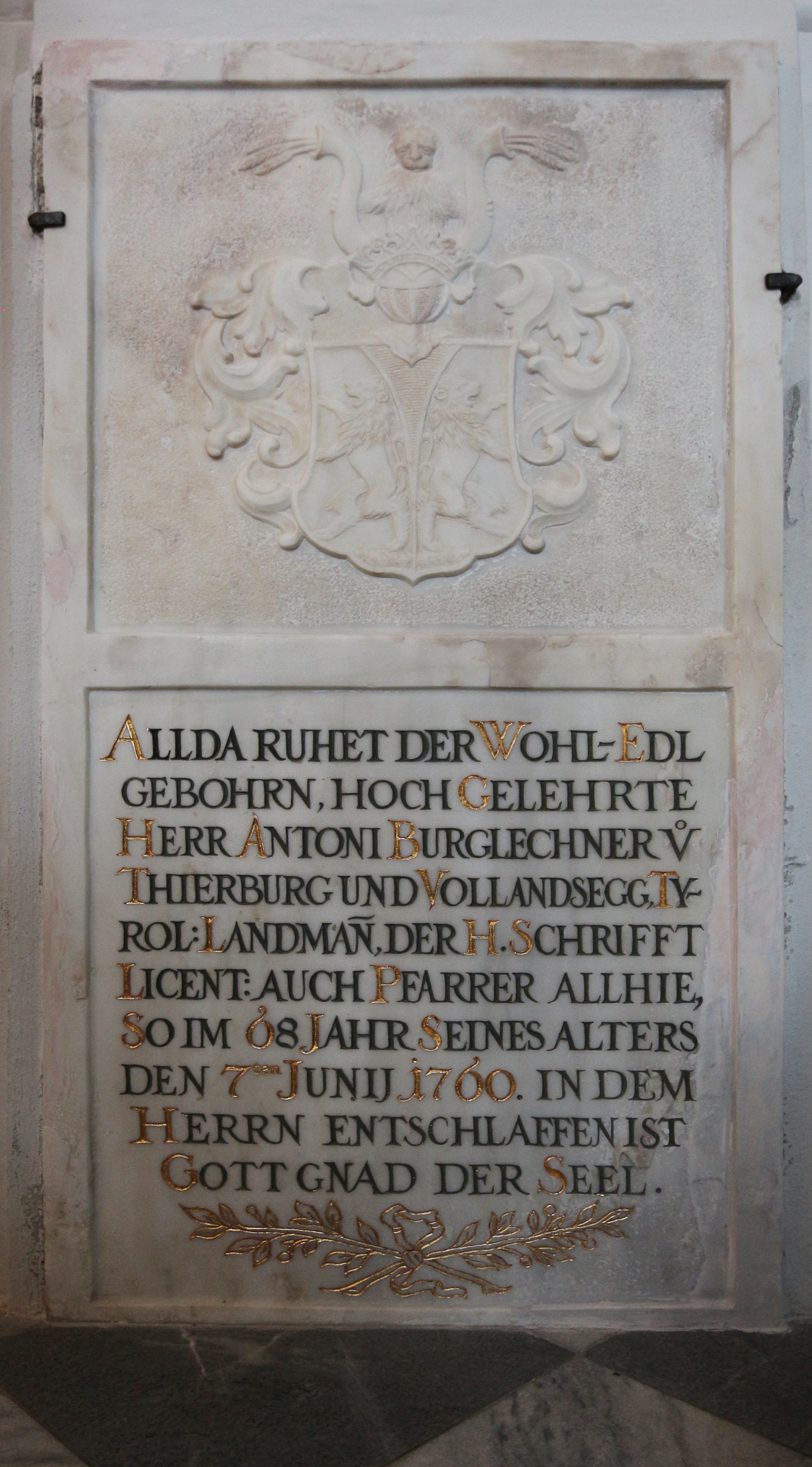
Grabtafel

Anton Burglechner (* April 1693 in Schwaz, Nordtirol; † 7. Juni 1760 in Axams bei Innsbruck) war römisch-katholischer Pfarrer in der Gemeinde Axams. 

## Leben

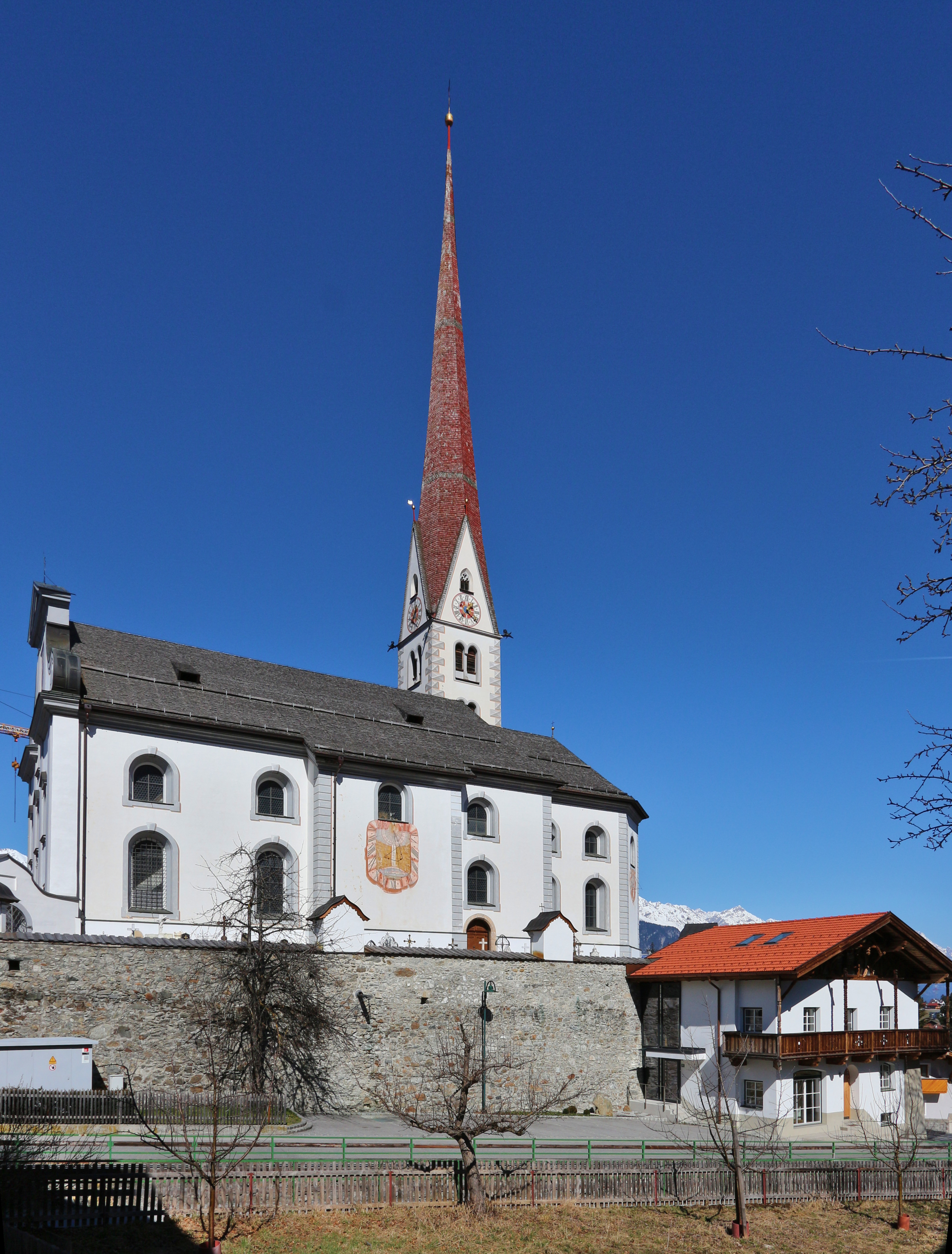
Katholische Pfarrkirche Axams

Anton Burglechner studierte Jura, dann Theologie in Salzburg. Nach seiner Priesterweihe und dem Lizentiat in Theologie trat er eine Stelle als Kurat in St. Margarethen bei Jenbach an. 1731 wurde er dann Pfarrer in Axams bei Innsbruck, wo er einen Kirchenneubau durchsetzte. Die Kirche wurde bis auf den Turm niedergelegt und zwischen 1732 und 1734 wurde dann ein Neubau errichtet. Burglechner übernahm hierbei einen Teil der Kosten und wurde später auch in der Pfarrkirche bestattet. Eine am Pfeiler gegenüber der Kanzel angebrachte Grabtafel erinnert noch heute an ihn.
Vor allem als Förderer Peter Anichs erwarb sich Burglechner große Verdienste. Er erkannte dessen Begabung und verschaffte ihm erste Aufträge für die Herstellung von Sonnenuhren und schickte ihn dann im Jahr 1751 nach Innsbruck an die Universität, wo ein Verwandter Burglechners, Ignaz von Weinhart, als Professor lehrte. Peter Anich konnte in Innsbruck Mathematik, Feldmesskunst und Astronomie studieren.

## Sonstiges
Burglechner soll auch verschiedene Bruderschaften gegründet haben, wie etwa in St. Margarethen bei Jenbach die St. Barbara-Bruderschaft vom guten Tod. Für diese Bruderschaften dichtete er auch Lieder, die teilweise auch im Druck erschienen.
Er war Gründer der Stiftsschule von Fiecht bei Schwaz in Nordtirol.

## Werke
- Der hell beleuchtete Zufluchts-Thurn (1727)
- Xaverianische Handbüchel (1758)